# Zoreille
Zoreille es un término criollo-reunionés para describir a los franceses que nacieron en la Francia metropolitana (Europa), pero que residen en la isla de La Reunión. No debe confundirse con los términos Petits Blancs («Pequeños Blancos») y Gros Blancs («Grandes Blancos») que se refieren a los primeros pobladores de la isla, generalmente franceses también. Es uno de los grupos étnicos de Reunión, pero el término también se usa en Nueva Caledonia y la Polinesia Francesa. Zoreilles significa «oídos» en criollo, pero la etimología no está clara (posiblemente portugués como orelhas, generalmente pronunciado [zoˈɾej.jɐ] en portugués brasileño coloquial; los términos portugueses son comunes en todas las lenguas criollas de origen europeo). Puede provenir del hábito del francés metropolitano de acercar sus oídos mientras al no comprender el idioma criollo local.